# The Island of Surprise (film 1916)
The Island of Surprise è un film muto del 1916 diretto da Paul Scardon (il regista originale del film doveva essere Lorimer Johnston. Prodotto dalla Vitagraph, aveva come interpreti William Courtenay, Charles Kent, Anders Randolf, Charles Wellesley, Denton Vane, Eleanor Woodruff, Zena Keefe, Julia Swayne Gordon, Caroline Frances Cooke, Logan Paul.
La sceneggiatura di Jasper Ewing Brady si basa su The Island of Surprise, romanzo di Cyrus Townsend Brady pubblicato a New York nel 1915.

## Trama
Godfrey Lovell vorrebbe che il figlio Robert sposasse Dorothy Casselis, ma il giovane ha già segretamente contratto matrimonio con Dorothy Arden, la segretaria del padre. A bordo di uno yacht, i due sposi litigano e Robert, per far dispetto alla moglie, si mette a corteggiare l'altra Dorothy che è del tutto ignara che lui sia già sposato. In seguito a una tempesta, Robert e le due donne trovano riparo su un'isola ma lui, colpito alla testa, perde temporaneamente la memoria. Dorothy - la moglie - cerca di fargli capire che loro due sono sposati mettendo in allarme l'altra ragazza: credendo che la segretaria si approfitti della situazione per legare a sé il ricco figlio del suo boss, viene spinta a dichiarare che è lei la sua vera moglie. In preda alla confusione, Robert non sa che pensare. Dovrà passare qualche giorno prima che sull'isola arrivino i soccorsi. Recuperata la memoria, il giovane riconosce finalmente anche la moglie: senza por tempo in mezzo, informa delle nozze il padre, riuscendo nel contempo a ottenere la sua benedizione.

## Produzione
Il film fu prodotto dalla Vitagraph Company of America.

## Distribuzione
Il copyright del film, richiesto dalla The Vitagraph Co. of America, fu registrato il 18 gennaio 1916 con il numero LP7445.
Distribuito dalla V-L-S-E, il film uscì nelle sale cinematografiche statunitensi il 24 gennaio 1916 dopo essere stato presentato in prima al Vitagraph Theatre di New York il 16 gennaio 1916. In Svezia, fu distribuito il 20 ottobre 1919 con il titolo Ett äventyr på Söderhavsöarna.
Non si conoscono copie ancora esistenti della pellicola che viene considerata presumibilmente perduta.